# أنديز
جبال الأنديز أو جبال الأندة هي سلسلة جبلية واسعة ممتدة على طول الساحل الغربي لأمريكا الجنوبية. يقارب طولها 7100 كيلومتر، وعرضها 500 كيلومتر، ومعدل ارتفاعها 4000 متر. تمتد السلسلة في سبع دول هي الأرجنتين والإكوادور وبوليفيا وبيرو وتشيلي وكولومبيا وفنزويلا.

## سبب التسمية
ويقال أن السبب في تسمية جبال الأنديز بهذا الاسم يعود إلى نشاط أحد أنواع البراكين المطلقة للأنديزيت في تلك المنطقة والتي أدت إلى تكوين تلك الجبال.
سلسلة جبال الأنديز هي السلسلة الجبلية الأعلى خارج قارة آسيا، أعلى قممها هي قمة أكونكاغوا التي ترتفع 6959 متراً فوق مستوى البحر. الأنديز لا تستطيع مجاراة الهملايا في الارتفاع ولكن طولها -تقريبا- ضعفي طول الهملايا.

تحطمت طائرة الرحلة 571 لسلاح الجو الأوروغوياني فوق جبال الأنديز وعزلوا فيها لمدة 72 يوما سنة 1972.
أصول كلمة أنديز. توافق الأغلبية أنه مستمد من كلمة الكيتشوا المضادة، والتي تعني «الشرق» كما هو الحال ل «المنطقة الشرقية»، واحدة من المناطق الأربع من إمبراطورية الانكا.
يأتي مصطلح cordillera من الكلمة الإسبانية cordel، وتعني «حبل»، ويستخدم كأسم وصفي للعديد من الأجزاء المتجاورة من جبال الأنديز، وكذلك مجموعة الأنديز بأكملها، وسلسلة الجبال المشتركة على طول الجزء الغربي من قارتين أمريكا الشمالية والجنوبية.

## جيولوجيا جبال الانديز
جبال الأنديز هي حزام من الجبال المتوسطة-الثالثة من الجبال على طول حلقة النار في المحيط الهادئ، وهي منطقة للنشاط البركاني تشمل حافة المحيط الهادئ في الأمريكتين وكذلك منطقة آسيا والمحيط الهادئ. إن الـ (أنديس) هي نتيجة عمليات الصفائح التكتونية، الناجمة عن اخضاع القشرة المحيطية تحت صفيحة أمريكا الجنوبية. هو نتيجة من التقاء صفيح حدّ بين ال نازّا لوحة وال جنوب أمريكيّة لوحة. السبب الرئيسي لصعود الأنديس هو ضغط الحافة الغربية من لوحة أمريكا الجنوبية بسبب إخضاع صفيحة نازكا ولوحة القطب الجنوبي. إلى الشرق، يحد نطاق جبال الإنديس العديد من الأحواض الرسوبية، مثل أورينوكو، وحوض الأمازون، ومادري ديوس وغران تشاكو، التي تفصل جبال الإنديس عن الكراتون القديمة في شرق أمريكا الجنوبية. في الجنوب، يتقاسم (أنديس) حدود طويلة مع (باتاغونيا تيران) السابقة إلى الغرب، ينتهي الأنديس في المحيط الهادئ، على الرغم من أن خندق بيرو وشيلي يمكن اعتباره الحد الغربي النهائي. من نهج جغرافي، تعتبر أندليس أن تكون حدودها الغربية التي تميزت بظهور الأراضي المنخفضة الساحلية وتضاريس أقل وعورة. جبال جبال أنديس تحتوي أيضا على كميات كبيرة من خام الحديد تقع في العديد من الجبال داخل النطاق.
الأوروجين الأنديز لديها سلسلة من الانحناءات أو oroclines. الأوروكلين البوليفي هو مقعع نحو البحر في ساحل أمريكا الجنوبية وجبال الانديس في حوالي 18 درجة S في هذه المرحلة، واتجاه الانديس يتحول من الشمال الغربي في بيرو إلى الجنوب في شيلي والأرجنتين. وقد تم تدوير الجزء الأنديزي شمال وجنوب أوروكلين من 15 إلى 20 درجة مضادة في اتجاه عقارب الساعة وفي اتجاه عقارب الساعة على التوالي. وتداخل منطقة أوروكلين البوليفية مع مساحة العرض الأقصى لهضبة ألتيبلانو، ووفقاً لـ Isacks (1988)، فإن منطقة أوروكلين تتصل بتقصير القشرة. نقطة محددة في 18 درجة س حيث ينحني الساحل يعرف باسم «الكوع أريكا». أبعد جنوبا يكذب [ميبو] [أوروكلين] أكثر [أوروكلين] أكثر خفية بين 30° [س] و38°S مع كسر [س-ا] مقعرة في اتّجاه في 33° [س.]. قرب الطرف جنوبيّة من ال [أندس] يكذب [باتغونين] [أوروكلين].

## المناخ والهيدرولوجيا
يختلف المناخ في منطقة انديس بشكل كبير تبعا لخط العرض والارتفاع والقرب من البحر. انخفاض درجة الحرارة والضغط الجوي والرطوبة في المرتفعات العليا. القسم الجنوبي ممطر وبارد، القسم الأوسط جاف. أما شمال أنديس فهي عادة ما تكون ممطرة ودافئة، حيث يبلغ متوسط درجة الحرارة 18 درجة مئوية (64 درجة فهرنهايت) في كولومبيا. ومن المعروف أن المناخ يتغير بشكل كبير في مسافات قصيرة إلى حد ما. الغابات المطيرة موجودة على بعد كيلومترات فقط من ذروة كوتوباكسي المغطاة بالثلوج. الجبال لها تأثير كبير على درجات الحرارة في المناطق المجاورة. خط الثلج يعتمد على الموقع. هو في ما بين 4,500 و4,800 [م] (14,764 و15,748 [قدم]) في الاستوائيّة إكوادوريّة، كولومبيّة، فنزويليّة، وجبال جبال الهروين الشمالية، ترتفع إلى 4,800-5,200 متر (15,748-17,060 قدم) في الجبال الأكثر جفافاً في جنوب بيرو جنوباً إلى شمال تشيلي جنوباً إلى حوالي 30 درجة مئوية قبل أن تهبط إلى 4,500 متر (14,760 قدم) على Aconcagua في 32°S, 2,000 m (6,600 قدم) في 40°S ، 500 متر (1,640 قدم) عند 50 درجة جنوباً، و300 متر فقط (980 قدم) في تييرا ديل فويغو عند 55 درجة جنوباً؛ من 50 درجة S، العديد من الأنهار الجليدية أكبر النزول إلى مستوى سطح البحر.
يمكن تقسيم الأنديس في تشيلي والأرجنتين إلى منطقتين مناخيتين ومنطقتين جليديتين: منطقة الجافت الجافة واليمبل. منذ أن تمتد من خطوط العرض في صحراء أتاكاما إلى منطقة نهر مول، هطول الأمطار هو أكثر متقطعة وهناك ذبذبات درجة حرارة قوية. وقد يتغير خط التوازن بشكل كبير على مدى فترات قصيرة من الزمن، تاركاً نهراً جليدياً كاملاً في منطقة الاستئصال أو في منطقة التراكم.
وفي جبال الأندِس العليا في مقاطعة وسط شيلي ومندوزا، تكون الأنهار الجليدية الصخرية أكبر وأكثر شيوعاً من الأنهار الجليدية؛ هذا يرجع إلى التعرض العالي للإشعاع الشمسي.
على الرغم من أن هطول الأمطار يزيد مع ارتفاع، هناك ظروف شبه ية في ما يقرب من 7,000 متر (23,000 قدم) أعلى جبال جبال أنديس. ويعتبر هذا المناخ السهوب الجافة لتكون نموذجية من موقف شبه الاستوائية في 32-34 درجة S. قيعان الوادي ليس لديها غابات، فقط فرك قزم. ولا يصل طول أكبر الأنهار الجليدية، مثل نهر Plomo الجليدي والأنهار الجليدية Horcones، إلى 10 كيلومترات (6.2 ميل) في الطول ولا يكون لها سوى سمك جليدي ضئيل. في الأوقات الجليدية، ومع ذلك، قبل 20,000 سنة، كانت الأنهار الجليدية أكثر من عشر مرات أطول. على الجانب الشرقي من هذا القسم من Mendozina أنديز، تدفقت إلى أسفل إلى 2060 متر (6760 قدم) وعلى الجانب الغربي إلى حوالي 1220 متر (4000 قدم) فوق مستوى سطح البحر. [17] [18] الـ (مسيف) سيرو أكونكاغوا (6,961 متر (22,838 قدم)), سيرو توبونجاتو (6,550 م (2) 1,490 قدم)) ونيفادو جونكال (6,110 متر (20,050 قدم)) على بعد عشرات الكيلومترات من بعضهما البعض، وكانت متصلة بشبكة تيار جليدي مشترك. كانت أذرع نهر الانديس الجليدية المتشعبة، أي مكونات الأنهار الجليدية في الوادي، بطول يصل إلى 112.5 كم (69.9 ميل) وأكثر من 1250 مترًا (4100 قدم) سميكًا ولمسافة رأسية تبلغ 5150 مترًا (16900 قدم). تم خفض خط الثلج الجليدي من المناخية (ELA) من 4600 متر (15100 قدم) إلى 3200 متر (10500 قدم) في الأوقات الجليدية

## الملامح الطبيعية
يمكن تقسيم جبال الأنديز إلى ثلاث مناطق طبيعية: الجنوبية والوسطى والشمالية. يبلغ ارتفاع الأنديز الجنوبية أقل من 3000 م قرب طرف القارة الجنوبي. وإذا توغل المرء في اتجاه الشمال، تصبح القمم أكثر ارتفاعاً. وأعلى قمة في الأمريكتين هي أكونكاغوا (6959م)، وتقع في الأرجنتين، على بعد نحو 100 كم من سانتياجو عاصمة تشيلي.

## الصور

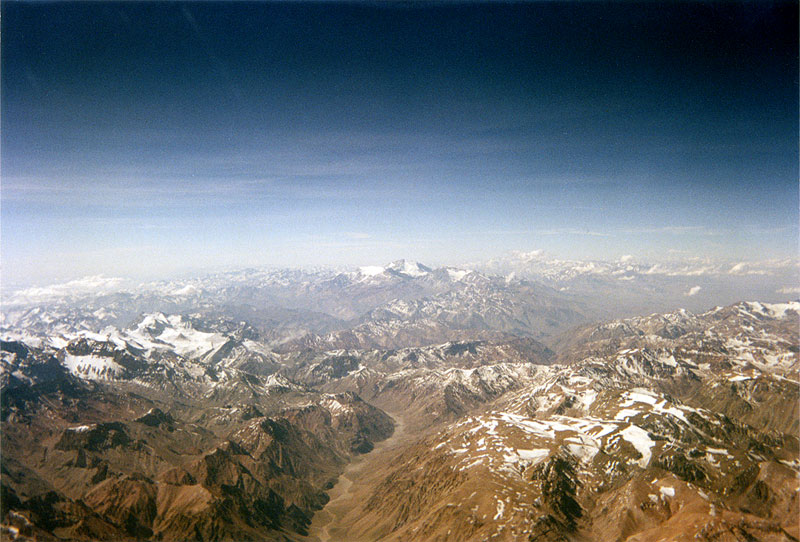
الأنديز بين تشيلي والأرجنتين
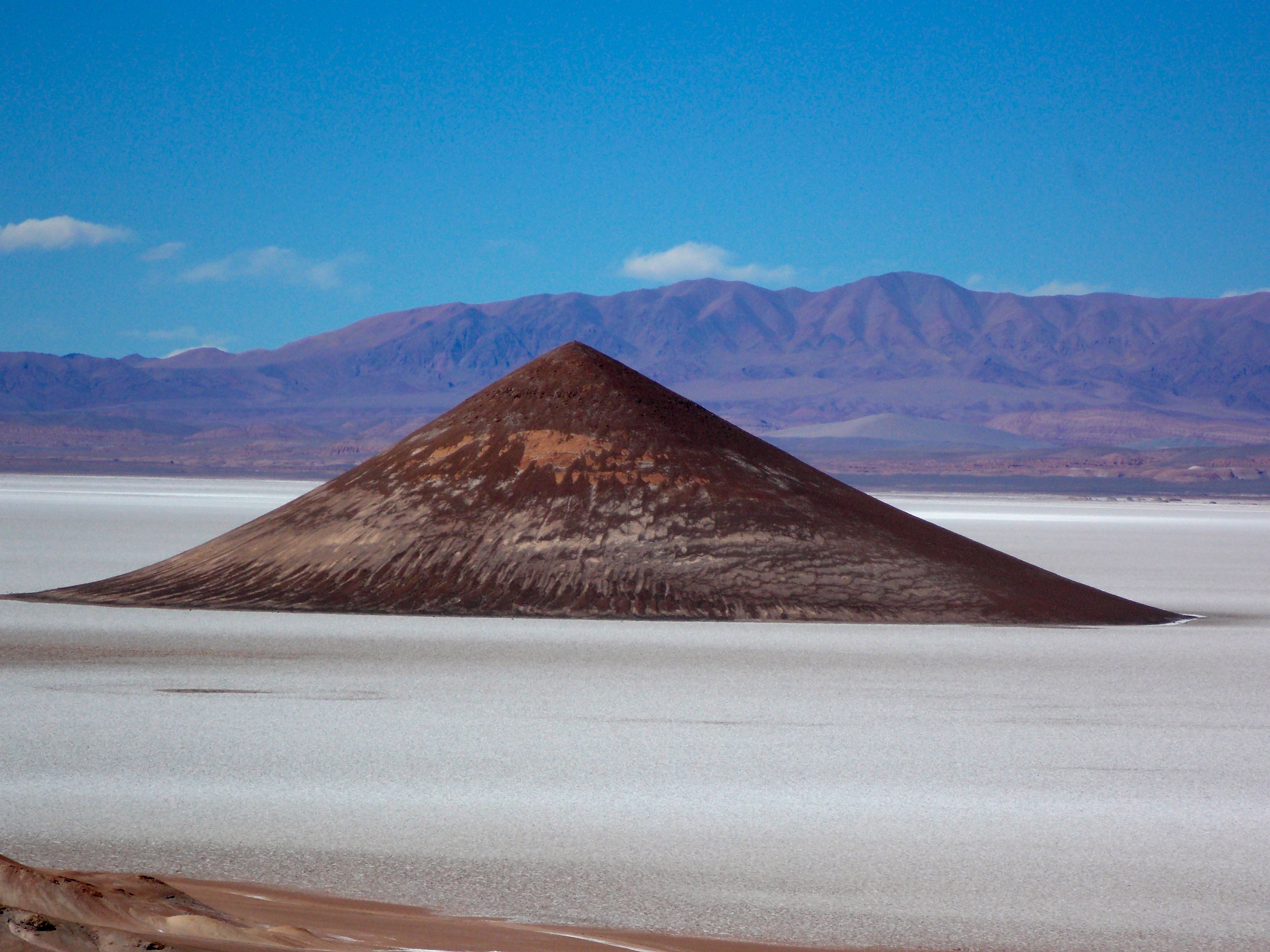
بركان طبقي, سالتا (الأرجنتين)
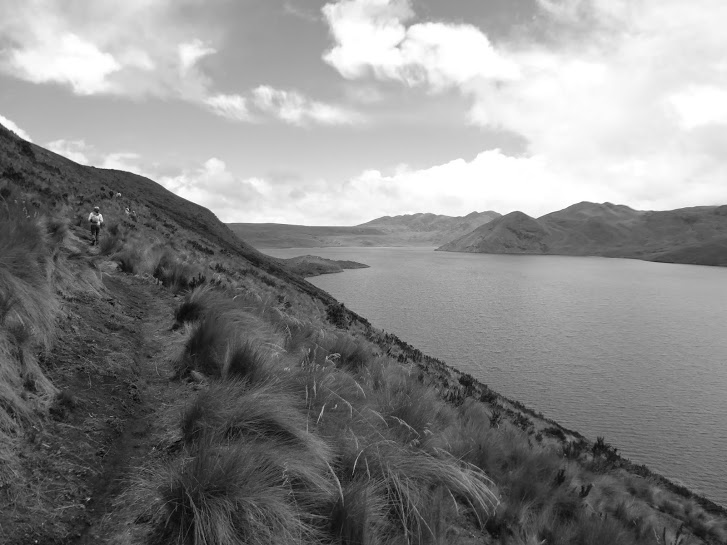
صورة بالأبيض والأسود لبحيرة في جبال الأنديز